# Nexus 6P
El Nexus 6P és un telèfon intel·ligent de gamma alta desenvolupat per Huawei en col·laboració amb Google. És la setena versió de la família de smartphones Nexus. Es caracteritza per la seva pantalla AMOLED amb resolució WQHD de 5,7 polzades i el seu processador Snapdragon 810. Va ser presentat al costat de l'última versió de android Android 6.0 Marshmallow. És el segon Nexus a superar les 5.2 polzades de pantalla. El cristall que cobreix la càmera posterior i el flaix es fractura per si solament si hi ha un canvi de temperatura ràpid, a causa de la manca de juntes d'expansió. Tenia problemes amb el micròfon que resulten en una deficient qualitat de veu. Google està investigant el problema. El 4 d'octubre de 2016, Google va presentar el seu successor, el Google Pixel.